# Niepewne
Niepewne (ang. Insecure) – amerykański serial telewizyjny (komedia) wyprodukowany przez Penny for Your Thoughts Entertainment oraz 3 Arts Entertainment, którego pomysłodawcami są Issa Rae i Larry Wilmore. Serial jest emitowany od 9 października 2016 roku przez HBO, a w Polsce dzień później przez HBO Polska.

## Fabuła
Serial opowiada o życiu i pracy Issa Dee, młodej Afroamerykanki mieszkającej w Los Angeles.

## Obsada
- Issa Rae jako Issa Dee
- Yvonne Orji jako Molly[3]
- Lisa Joyce jako Frieda
- Jay Ellis jako Lawrence[3]

## Odcinki
| Sezon | Sezon | Odcinki | Oryginalna emisja   | Oryginalna emisja | Oryginalna emisja    | Oryginalna emisja   | Oryginalna emisja |
| Sezon | Sezon | Odcinki | Premiera sezonu     | Finał sezonu      | Premiera sezonu      | Finał sezonu        |                   |
| ----- | ----- | ------- | ------------------- | ----------------- | -------------------- | ------------------- | ----------------- |
|       | 1     | 8       | 9 października 2016 | 27 listopada 2016 | 10 października 2016 | 28 listopada 2016   |                   |
|       | 2     | 8       | 23 lipca 2017       | 10 września 2017  | 24 lipca 2017        | 11 września 2017    |                   |
|       | 3     | 8       | 12 sierpnia 2018    | 30 września 2018  | 13 sierpnia 2018     | 1 października 2018 |                   |

### Sezon 1 (2016)
| Nr | # | Tytuł            | Reżyseria        | Scenariusz              | Premiera HBO         | Premiera HBO Polska  |
| -- | - | ---------------- | ---------------- | ----------------------- | -------------------- | -------------------- |
| 1  | 1 | Insecure as Fuck | Melina Matsoukas | Issa Rae, Larry Wilmore | 9 października 2016  | 10 października 2016 |
| 2  | 2 | Messy as Fuck    | Cecile Emeke     | Issa Rae                | 16 października 2016 | 17 października 2016 |
| 3  | 3 | Racist as Fuck   | Melina Matsoukas | Dayna Lynne North       | 23 października 2016 | 24 października 2016 |
| 4  | 4 | Thirsty as Fuck  | Kevin Bray       | Laura Kittrell          | 30 października 2016 | 31 października 2016 |
| 5  | 5 | Shady as Fuck    | Melina Matsoukas | Ben Dougan              | 6 listopada 2016     | 7 listopada 2016     |
| 6  | 6 | Guilty as Fuck   | Debbie Allen     | Amy Aniobi              | 13 listopada 2016    | 14 listopada 2016    |
| 7  | 7 | Real as Fuck     | Kevin Bray       | Prentice Penny          | 20 listopada 2016    | 21 listopada 2016    |
| 8  | 8 | Broken as Fuck   | Melina Matsoukas | Issa Rae                | 27 listopada 2016    | 28 listopada 2016    |

### Sezon 2 (2017)
| Nr | # | Tytuł               | Reżyseria        | Scenariusz                       | Premiera HBO     | Premiera HBO Polska |
| -- | - | ------------------- | ---------------- | -------------------------------- | ---------------- | ------------------- |
| 9  | 1 | Hella Great         | Melina Matsoukas | Issa Rae                         | 23 lipca 2017    | 24 lipca 2017       |
| 10 | 2 | Hella Questions     | Melina Matsoukas | Amy Aniobi                       | 30 lipca 2017    | 31 lipca 2017       |
| 11 | 3 | Hella Open          | Marta Cunningham | Dayna Lynne North                | 6 sierpnia 2017  | 7 sierpnia 2017     |
| 12 | 4 | Hella LA            | Prentice Penny   | Laura Kittrell                   | 13 sierpnia 2017 | 14 sierpnia 2017    |
| 13 | 5 | Hella Shook         | Tina Mabry       | Ben Dougan                       | 20 sierpnia 2017 | 21 sierpnia 2017    |
| 14 | 6 | Hella Blows         | Kevin Bray       | Regina Y. Hicks, Ben Corey Jones | 27 sierpnia 2017 | 28 sierpnia 2017    |
| 15 | 7 | Hella Disrespectful | Kevin Bray       | Prentice Penny                   | 3 września 2017  | 4 września 2017     |
| 16 | 8 | Hella Perspective   | Melina Matsoukas | Issa Rae                         | 10 września 2017 | 11 września 2017    |

### Sezon 3 (2018)
| Nr | # | Tytuł          | Reżyseria         | Scenariusz                 | Premiera HBO     | Premiera HBO Polska |
| -- | - | -------------- | ----------------- | -------------------------- | ---------------- | ------------------- |
| 17 | 1 | Better-Like    | Prentice Penny    | Issa Rae                   | 12 sierpnia 2018 | 13 sierpnia 2018    |
| 18 | 2 | Familiar-Like  | Amy Aniobi        | Pete Chatmon               | 19 sierpnia 2018 | 20 sierpnia 2018    |
| 19 | 3 | Backwards-Like | Maurice Marable   | Ben Dougan                 | 26 sierpnia 2018 | 27 sierpnia 2018    |
| 20 | 4 | Fresh-Like     | Stella Meghie     | Dayna Lynne North          | 2 września 2018  | 3 września 2018     |
| 21 | 5 | High-Like      | Millicent Shelton | Regina Y. Hicks            | 9 września 2018  | 10 września 2018    |
| 22 | 6 | Ready-Like     | Liesl Tommy       | Laura Kittrell             | 16 września 2018 | 17 września 2018    |
| 23 | 7 | Obsessed-Like  | Kevin Bray        | Prentice Penny             | 23 września 2018 | 24 września 2018    |
| 24 | 8 | Ghost-Like     | Regina King       | Issa Rae, Natasha Rothwell | 30 września 2018 | 1 października 2018 |

## Produkcja
- 4 lutego 2015 roku stacja HBO zamówiła pilotowy odcinek[18].
- 24 sierpnia 2015 roku Yvonne Orji i Jay Ellis dołączyli do serialu[3].
- 16 października 2015 roku stacja HBO zamówiła pierwszy sezon serialu „Niepewnie”[19].
- 14 listopada 2016 roku, stacja HBO zamówiła drugi sezon[20].
- 9 sierpnia 2017 roku, stacja HBO zamówiła 3 sezon[21].
- 6 września 2018 roku, stacja HBO zamówiła 4 sezon[22].

## Nagrody

### Satelity
2019
- Satelita – Najlepsza aktorka w serialu komediowym lub musicalu Issa Rae

### Czarne Szpule – Telewizyjne
2019
- Telewizyjna Czarna Szpula – Najlepszy serial komediowy
- Telewizyjna Czarna Szpula – Najlepsza aktorka w serialu komediowym Issa Rae

2018
- Telewizyjna Czarna Szpula – Najlepsza aktorka w serialu komediowym Issa Rae

2017
- Telewizyjna Czarna Szpula – Najlepsza aktorka w serialu komediowym Issa Rae
- Telewizyjna Czarna Szpula – Najlepszy reżyser w serialu komediowym Debbie Allen – za odcinek „Guilty as F*ck”[23]